# Bad Ass F*cking Kid
Bad Ass F*cking Kid – debiutancki mixtape amerykańskiego rapera Nettspenda. Został wydany przez Grade A Productions i Interscope Records 6 grudnia 2024 roku. Mixtape nie zawiera żadnych featuringów i został wyprodukowany przez m.in. OK, Kenny Beats, RokOnTheTrack, Reklus1ve, Warren Hunter i Evilgiane.
Nettspend wydał wiele singli poprzedzających wydanie Bad Ass F*cking Kid, choć żaden z nich nie znalazł się na mixtapie. Przed jego wydaniem wyraził chęć zadowolenia fanów i nie spieszył się ze swoim debiutanckim projektem. Po jego wydaniu Nettspend wyruszył w trasę promocyjną o tej samej nazwie.
Mixtape spotkał się z mieszanym przyjęciem. Krytycy chwalili utwór „Beach Leak”, ale zauważyli, że mixtape cierpiał na syndrom Piotrusia Pana. Styl muzyczny Nettspenda został porównany do stylu raperów Chief Keef i Ian, a także Justina Biebera. Bad Ass F*cking Kid zadebiutował na 197 miejscu amerykańskiej listy Billboard 200.

## Lista utworów
| Nr  | Tytuł utworu   | długość |
| --- | -------------- | ------- |
| 1.  | Growing Up     | 1:44    |
| 2.  | Leader         | 1:43    |
| 3.  | Project Pat    | 2:11    |
| 4.  | Tommy          | 1:59    |
| 5.  | Tyla           | 2:03    |
| 6.  | A$AP           | 2:17    |
| 7.  | F*CK CANCER    | 2:06    |
| 8.  | Skipping Class | 2:13    |
| 9.  | Beach Leak     | 1:46    |
| 10. | Shut Up        | 2:05    |
| 11. | Birdbox        | 2:30    |
| 12. | Drop the Blunt | 1:59    |
| 13. | Perc Soda      | 1:52    |
| 14. | LAUGHIN        | 1:42    |
| 15. | Say Please     | 2:46    |

| Nr  | Tytuł utworu    | Długość |
| --- | --------------- | ------- |
| 16. | "Winnie Harlow" | 2:49    |

## Notowania

### Pozycja na tygodniowej liście sprzedaży
| Kraj              | Lista         | Najwyższa pozycja |
| ----------------- | ------------- | ----------------- |
| Stany Zjednoczone | Billboard 200 | 197               |